# Basil D'Oliveira
Pour les articles homonymes, voir Oliveira.
Basil Lewis D'Oliveira, surnommé « Dolly », est un joueur de cricket sud-africain devenu international anglais né officiellement le 4 octobre 1931 (probablement en 1928) au Cap en Afrique du Sud et mort le 19 novembre 2011 en Angleterre. Métis du Cap, les règles en vigueur à l'époque en Afrique du Sud interdisent à ce joueur polyvalent, comme à tous les autres joueurs de couleur, de participer aux principales compétitions nationales. Le cricket tel qu'il est pratiqué par ceux qui ne sont pas blancs est à l'époque ignoré par les instances officielles.
Il entame une carrière professionnelle en 1960 dans la Central Lancashire League, en Angleterre, avant de rejoindre le Worcestershire County Cricket Club en 1964, mentant sur son âge pour faire croire qu'il est plus jeune qu'il n'est. Devenu citoyen britannique, il dispute en 1966 son premier test-match avec l'équipe d'Angleterre, alors qu'il a entre 35 et 40 ans. Il compte quarante-quatre sélections à ce niveau, la dernière en 1972.
En 1968, il est au centre de l'« Affaire D'Oliveira ». Une partie de la presse considère que sa non-sélection par le Marylebone Cricket Club pour la tournée anglaise en Afrique du Sud est due aux pressions du gouvernement sud-africain de John Vorster. Il est finalement intégré à la liste lorsqu'un autre joueur est blessé. Vorster fait alors annuler la tournée. L'Affaire D'Oliveira est une des étapes vers l'isolement sportif de l'Afrique du Sud à partir de 1970.

## Biographie

### Trois décennies en Afrique du Sud

#### Naissance
Basil D'Oliveira naît dans le quartier de Bo-Kaap, sur les flancs de Signal Hill, au Cap. Il est le fils aîné de Lewis et Maria D'Oliveira, un couple de Métis du Cap. Cette origine leur vaut d'être considérés, dans le contexte sud-africain, comme « Coloured ». Sa date de naissance, régulièrement donnée comme le 4 octobre 1931, est incertaine. Il ment sur son âge au moment de son recrutement par le Worcestershire County Cricket Club, en 1964, prétendant avoir vu le jour en 1934. Au cours de sa carrière internationale avec l'équipe d'Angleterre, qui commence en 1966, il affirme être né en 1931, année couramment citée, mais, dans son autobiographie publiée en 1980, reconnaît que cette date doit être encore corrigée :

« Si vous me disiez que j'étais plus proche de quarante que de 35 ans quand j'ai joué pour la première fois pour l'Angleterre en 1966, je ne vous poursuivrais pas pour diffamation »

— Basil D'Oliveira, Time to declare
Pat Murphy, journaliste de la BBC qui a coécrit cette autobiographie avec Basil D'Oliveira, soutient que ce dernier est né en 1928 : 

« [...] quand j'ai écrit son livre en 1980 il a finalement avoué être né en 1928. Donc d'après mes calculs il avait 38 ans lorsqu'il a joué pour la première fois pour l'Angleterre et 83 lorsqu'il est mort »

— Pat Murphy

#### Jeunesse
Enfant, il pratique quasiment quotidiennement le cricket dans la rue. Jeune adolescent, il préfère créer son propre club avec des amis, les « Belgiums », plutôt que de rejoindre St Augustine's, le club dans lequel son père est capitaine.
Il quitte l'école à l'âge de quinze ans, en 1946, pour travailler dans une imprimerie. Il y est chargé de nettoyer les presses. Durant son temps libre, il s'adonne à ses deux passions : le cricket et le football. À seize ans, il accepte finalement d'intégrer St Augustine's. Il observe longuement les autres joueurs à l'entraînement pour se perfectionner. Dans la même optique, il assiste parfois à des matchs de l'équipe d'Afrique du Sud, réservée aux Blancs, dans la seule partie du stade de Newlands accessible à ceux qui ne le sont pas : la « Cage ». D'Oliveira est avant tout un batteur agressif, capable d'accumuler des points très rapidement. Il est souvent capable de redresser des situations difficiles pour son équipe.
À partir de la saison 1950-1951, il succède à son père à la tête de son club. Il met l'accent sur l'entraînement physique, ses coéquipiers et lui faisant plusieurs séances de jogging par semaine. Le week-end, les matchs ont lieu à Green Point, une étendue que se partagent une vingtaine d'équipes, sans équipements. Dans l'Afrique du Sud ségrégationniste qui précède le régime d'apartheid qui lui succède en Afrique du Sud, personnes blanches et de couleur pratiquent le cricket de manière séparée. Le cricket non-blanc est totalement ignoré par les autorités. Les joueurs n'ont pas accès aux bons terrains, ni à aucun équipement.
À la même période, il est sélectionné pour la première fois dans l'équipe de la Province de l'Ouest qui dispute le Sir David Harris Trophy sous les auspices de la South African Coloured Cricket Association (SACCA). Il débute en 1953 dans le Dadabhay Trophy dans l'équipe de la SACCA. Cette compétition est organisée à quatre reprises entre 1951 et 1958 par le South African Cricket Board of Control (SACBOC). Le SACBOC, fondé en 1947, fédère le cricket non-blanc, jusqu'alors morcelé selon des bases ethniques. Le Dadabhay Trophy oppose justement des sélections nationales ethniques représentant chacune des trois puis quatre fédérations constituantes du SACBOC.

#### Capitaine de l'équipe du SACBOC
Au cours de la saison 1956-1957, le SACBOC organise en Afrique du Sud une tournée de joueurs kenyans d'origine asiatique. C'est la première jamais arrangée par une association de cricket non-blanche en Afrique du Sud. Les visiteurs comptent parmi eux Shakoor Ahmed, qui a déjà joué pour le Pakistan, et d'anciens participants au Ranji Trophy, en Inde. Trois rencontres copiant le format des test-matchs se tiennent notamment entre les Kényans et une équipe du SACBOC. La encore, c'est une première : jamais encore l'Afrique du Sud n'avait compté de sélection nationale représentative des tous les non-blancs, qui sont écartés de l'équipe officielle. Basil D'Oliveira est nommé capitaine du SACBOC pour les trois matchs.
Après une partie difficile avec l'équipe de la Province de l'Ouest, il marque 70 courses dans la première manche du premier match de l'équipe du SACBOC, au Cap, et conduit sa sélection à la victoire, lorsqu'il marque les points qui lui sont nécessaires pour gagner dans la seconde manche. Il réalise un score de 44 courses dans le deuxième test, mais, blessé ne peut participer au troisième. Ce dernier est interrompu par la pluie et aucune équipe n'en sort vainqueur. Les Sud-Africains gagnent donc la série 2-0.
Deux ans plus tard, l'équipe du SACBOC, toujours sous la direction de D'Oliveira, effectue une tournée en Afrique de l'Est. Le voyage dure dix semaines et il commence et se finit au Kenya. Les visiteurs sont lourdement battus au cours de leur premier match malgré 59 courses de leur capitaine, mais les trois « test-matchs » sont facilement gagnés. D'Oliveira réalise notamment un score de 139 courses dans le premier, et finit la tournée avec la deuxième meilleure moyenne à la batte derrière Cec Abrahams. Il prend également 25 guichets à une moyenne au lancer inférieure à 12.
Le SACBOC organise une tournée beaucoup plus importante pour fin 1959 : la venue de l'équipe des Indes occidentales, menée par Frank Worrell et avec la plupart de ses internationaux, mais sans les joueurs blancs. La situation convient parfaitement au régime d'apartheid : les joueurs de couleur jouent avec des joueurs de couleur, pas avec des Blancs. La South African Sports Association (SASA) du poète Dennis Brutus, opposée à l'apartheid et qui milite contre toute ségrégation raciale dans le sport sud-africain, considère que cette tournée valide la politique du gouvernement. La SASA et le Congrès national africain (ANC) font pression sur le SACBOC, et la tournée est annulée. Dans le même temps, la SASA demande à la South African Cricket Association (SACA), qui gère l'équipe d'Afrique du Sud, si elle daigne inviter les meilleurs joueurs non-blancs, principalement D'Oliveira, à des matchs de sélection avant la tournée en Angleterre de 1960, mais se voit adresser une fin de non-recevoir. D'Oliveira se désespère de cette annulation de la visite des Indes occidentales, sa seule chance de se mesurer à quelques-uns des meilleurs joueurs du monde. Il se décide à tenter l'expérience anglaise, mais si aucune occasion ne se présente, il pense abandonner le cricket.

### Arrivée et débuts professionnels en Angleterre (1960-1965)

#### Recrutement grâce à John Arlott
À la fin des années 1950, Basil D'Oliveira entame une correspondance avec le journaliste britannique John Arlott pour lui demander son aide. Il espère être embauché comme professionnel dans l'une des ligues fermées du Nord de l'Angleterre. Dans ces compétitions, les clubs emploient systématiquement un unique professionnel. Arlott, qui commente les matchs de cricket sur la BBC, s'est publiquement prononcé contre l'apartheid depuis qu'il a suivi une tournée de l'équipe d'Angleterre en Afrique du Sud. Dans le même temps, Damoo Bansda et Syd Reddy, deux amis journalistes de D'Oliveira, écrivent également à Arlott pour vanter les exploits de leur protégé. Durant l'hiver 1959-1960, celui-ci entre en contact avec John Kay, correspondant au Manchester Evening News. Mais ce dernier informe Arlott qu'il n'y a pas de place pour D'Oliveira dans les ligues pour la saison à venir : les clubs préfèrent employer un international reconnu pour attirer le public.
Trois mois avant le début de la saison en Central Lancashire League, le Middleton Cricket Club, qui représente Middleton, se retrouve sans professionnel à la suite de la défection de Wes Hall. Middleton accepte alors de faire une offre à D'Oliveira : 450 £ pour la saison, auxquels s'ajoutent des bonus. D'Oliveira hésite : il a peur de l'échec et le billet d'avion n'est pas financé par le club. Mais ses soutiens, Bansda notamment, organisent divers matchs pour collecter des fonds et lui permettre de partir. Une rencontre, préparée dans le plus grand secret, oppose même D'Oliveira à une équipe de joueurs blancs menée par le futur international Peter van der Merwe. D'Oliveira quitte l'Afrique du Sud avant le début de la saison anglaise en laissant sa femme, Naomi, enceinte de quatre mois. Pour John Arlott, avoir fait venir D'Oliveira en Angleterre est rétrospectivement l'une des meilleures actions qu'il ait réussi à faire de sa vie.

#### Quatre saisons en Central Lancashire League
Lorsque Basil D'Oliveira arrive en Angleterre pour disputer la saison 1960 de la Central Lancashire League avec Middleton, il n'a quasiment jamais été entraîné et n'a presque pas encore joué sur des pistes gazonnées. Son adaptation est difficile à tous les niveaux. Il se sent seul et le climat ne lui est pas familier. Il a même des attitudes conditionnées par la ségrégation raciale subie dans son pays. Sur le plan sportif, ses débuts dans la compétition, malgré quelques matchs prometteurs, ne sont pas à la hauteur de ce que le professionnel d'un club de la ligue doit apporter à son équipe. Une partie de ce rôle consiste à entraîner ses coéquipiers, mais c'est plutôt l'inverse qui se produit. Il veut mettre fin à son contrat et rentrer en Afrique du Sud. Avec le soutien d'un autre joueur du club, il essaye de s'améliorer, et réussit des performances bien meilleures en deuxième partie de saison, si bien qu'il finit avec la meilleure moyenne à la batte de la compétition devant Garfield Sobers. Il marque en tout 930 courses et prend 71 guichets.
Un nouveau contrat de deux ans avec Middleton en poche, emménage définitivement en Angleterre en 1961 avec sa femme, Naomi, et leur nouveau-né Damian. Cette saison-là, il dépasse la barre des 1000 courses marquées dans la ligue. Il est invité à participer à une tournée privée en Afrique avec des internationaux renommés de diverses nations, malgré son manque de notoriété par rapport à eux. À Nairobi, il réussit notamment un century rapide.
D'Oliveira dispute deux saisons supplémentaires avec Middleton, jusqu'en 1963. Au cours de ses deux dernières années au club, D'Oliveira marque à chaque fois près de 1 000 courses et prend plus de 60 guichets.

#### Débuts avec le Worcestershire
Après quatre années en Central Lancashire League, Basil D'Oliveira a quelques contacts avec des clubs du County Championship, la compétition la plus importante en Angleterre. Mais, bien que D'Oliveira soit basé dans le comté de Lancashire, le Lancashire County Cricket Club se refuse à l'intégrer à son effectif. C'est finalement avec le Worcestershire County Cricket Club qu'il signe un contrat grâce au soutien de l'international Tom Graveney, qui joue dans ce club et avec qui il a participé à une tournée de joueurs professionnels. D'Oliveira ment sur son âge auprès du club, se rajeunissant de trois ans.
Avant de pouvoir participer au County Championship avec le Worcestershire, le règlement alors en vigueur oblige D'Oliveira à disputer une saison, en 1964, avec un club d'une ligue basée dans le comté. Il participe donc à la Birmingham and District League dans l'équipe de Kidderminster. Sa moyenne à la batte atteint 78,44. Il dispute quelque rencontres en dehors du championnat avec le Worcestershire, mais aussi un match sous la conduite d'Arthur Gilligan contre l'Australie en tournée et au cours duquel il produit une manche de 119 courses.
D'Oliveira débute dans le County Championship en 1965. Sa saison est réussie : il marque cinq centuries et plus de 1 500 courses au total. Un seul autre joueur parvient à passer cette barre cette saison-là : son coéquipier Tom Graveney. En tant que lanceur, il prend 35 guichets. Au cours de l'hiver qui suit, Basil D'Oliveira est victime d'un grave accident de la route. Une des passagères de la voiture dans laquelle il a pris place est tuée. D'Oliveira s'en sort avec un bras droit sévèrement fracturé qui nécessite plusieurs mois d'immobilité puis de réducation.

### Débuts internationaux à 34 ans (1966-1968)

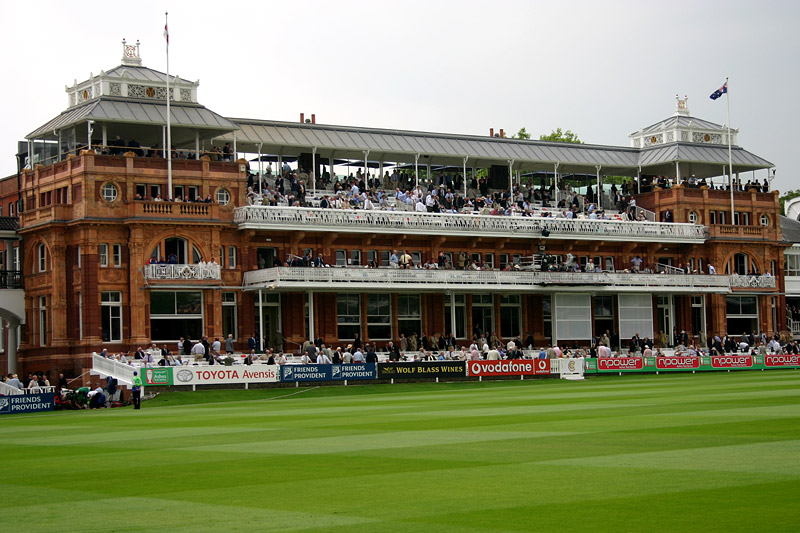
C'est à Lord's (Londres) que Basil D'Oliveira fait ses débuts internationaux avec l'Angleterre.

L'équipe des Indes occidentales effectue une tournée en Angleterre au cours de l'été 1966 pour y disputer, notamment, une série de cinq test-matchs contre l'Angleterre. D'Oliveira, naturalisé britannique, et qui, officiellement, a trois ans de moins qu'il n'a réellement, est, à 34 ans, appelé pour le premier d'entre eux. Mais il n'est finalement que « douzième homme » et ne joue pas. Les hôtes sont sévèrement défaits et il est aligné au cours du deuxième test-match, à Lord's, comme son ami et coéquipier Tom Graveney, rappelé après trois ans d'absence. D'Oliveira participe d'ailleurs aux trois autres rencontres restantes.
Au cours de sa deuxième sélection, à Trent Bridge, il réussit des totaux respectifs de 76 et 54 courses en se montrant agressif dans ses deux manches, mais ne peut empêcher la défaite anglaise. Il réalise une autre manche de 88 courses lors du face-à-face suivant avant les Caribéens, son troisième score consécutif supérieur à cinquante.
L'année suivante, en 1967, il dispute les deux séries de test-matchs à domicile contre l'Inde et le Pakistan. Face aux Indiens, à Headingley, il marque son premier century international, 109 courses, dans une manche où les Anglais réussissent un total élevé.
Il fait partie du voyage dans les Caraïbes pour affronter les Indes occidentales, début 1968. Ses statistiques y sont mauvaises : en cinq rencontres internationales, il ne totalise que 137 courses et 3 guichets. D'après Les Ames, le manager de la tournée, le comportement de D'Oliveira n'est pas bon : il passe trop de temps dans des soirées. Ses amis et soutiens, en Afrique du Sud, lui font parvenir de nombreuses lettres à l'issue de cette visite. Ils le croient insuffisamment motivé pour vouloir se rendre avec l'équipe d'Angleterre en Afrique du Sud pour la tournée de 1968-1969. Il aborde la saison 1968 conscient qu'il a handicapé ses chances de participer à cette tournée très importante à ses yeux.

### Au centre de l'Affaire D'Oliveira (1968)

#### Manœuvres politiques
L'Angleterre doit effectuer une tournée en Afrique du Sud au cours de l'hiver 1968-1969. Pour le Marylebone Cricket Club (MCC), ce voyage est important : c'est le dernier de l'équipe nationale sous la responsabilité du club privé, avant que celle-ci ne revienne au Test and County Cricket Board. La question de savoir si le régime d'apartheid acceptera ou non d'accueillir une équipe qui comporterai D'Oliveira est cruciale. Dès début 1967, le problème est évoqué par Pieter le Roux, le ministre de l'intérieur sud-africain. La même année, le premier ministre John Vorster annonce un relâchement des règles en ce qui concerne les rencontres sportives internationales : les équipes comprenant à la fois des joueurs blancs et de couleur sont désormais acceptées en Afrique du Sud, à la condition qu'elles n'aient pas de visée politique.
Début 1968, le MCC essaye de savoir si la présence de D'Oliveira risque de provoquer l'annulation de la tournée par Vorster et son gouvernement. Une lettre est envoyée à la fédération sud-africaine, la South African Cricket Association (SACA). En février, Sir Alec Douglas-Home, ancien Premier ministre du Royaume-Uni, ancien président du MCC et toujours membre du comité du club, rencontre Vorster. D'après le compte rendu de sa conversation auprès du comité du MCC, il ne sert à rien d'insister auprès des Sud-Africains pour avoir une réponse ; il vaut mieux attendre. Il pense que l'équipe, même avec D'Oliveira, sera acceptée. Quelques semaines plus tard, Lord Cobham, ancien Gouverneur général de Nouvelle-Zélande et lui aussi ancien président du MCC, est convoqué par Vorster. Celui-ci l'informe qu'il n'acceptera pas une équipe qui comprendrait D'Oliveira. Cobham en informe Billy Griffith, Gubby Allen et Arthur Gilligan, respectivement secrétaire, trésorier et président du club. Les trois hommes ne transmettent pas l'information au comité du MCC. Ils préfèrent tenir compte du conseil de Douglas-Home. Dans le même temps, la SACA envoie une réponse qui montre qu'elle ne s'immiscera pas dans le processus de sélection du club, mais ne mentionne rien à propos de Vorster. La lettre subit le même sort que le message de Cobham.
Publiquement, Vorster temporise. Il élude la question, et espère que le MCC écartera D'Oliveira pour des raisons sportives, sans qu'il n'ait, formellement, à rejeter l'équipe d'Angleterre. Il suit les performances du joueur.

#### Une saison difficile et un match crucial
L'Australie est en visite en Angleterre au cours de l'été 1968, notamment pour y disputer les Ashes entre juin à août. Les sélectionneurs doivent composer l'équipe qui partira en tournée en Afrique du Sud à l'issue de cette série. Le premier des cinq test-matchs a lieu a Old Trafford et est perdu par l'Angleterre. D'Oliveira réalise une manche de 87 courses, le meilleur total anglais du match, et prend deux guichets. Pourtant, il fait partie des six joueurs remplacés par les sélectionneurs avant la deuxième rencontre, à Lord's. Il est « douzième homme », Barry Knight, spécialisé dans le lancer, lui étant préféré. Dans son autobiographie, il raconte qu'à la même période il est contacté successivement par un responsable du Marylebone Cricket Club et par un écrivain spécialiste du cricket, qui lui demandent tous deux d'affirmer publiquement qu'il veut jouer pour l'Afrique du Sud et pas pour l'Angleterre, ce qu'il refuse.
Mis à l'écart de la sélection, il dispute des rencontres du County Championship avec le Worcestershire County Cricket Club. Mais sa saison est mauvaise : à la batte, il ne réalise quasiment que des scores très faibles, ce qui compromet ses chances de participation à la tournée à venir en Afrique du Sud. Trente joueurs reçoivent une lettre de la part du Marylebone Cricket Club leur demandant s'ils sont disponibles pour ce voyage et il ne fait pas partie de ce groupe.
Au cours de l'été, D'Oliveira est contacté par le Sud-Africain Tienie Oosthuizen, qui travaille pour Carreras, une entreprise spécialisée dans le tabac, filiale du groupe Rembrandt. Il lui propose un contrat d'entraîneur en Afrique du Sud à hauteur de 4 000 £ par an en plus d'avantages en nature, une somme largement supérieure aux revenus d'un joueur professionnel. Il indique que, s'il accepte l'offre, D'Oliveira ne pourra pas participer à la tournée en Afrique du Sud, et fixe une date limite de réponse qui précède celle à laquelle les sélectionneurs doivent annoncer la liste. D'Oliveira temporise, indiquant qu'il souhaite rester disponible pour la tournée. Malgré les relances régulières d'Oosthuizen, et aidé par son agent, il ne donne pas de réponse.

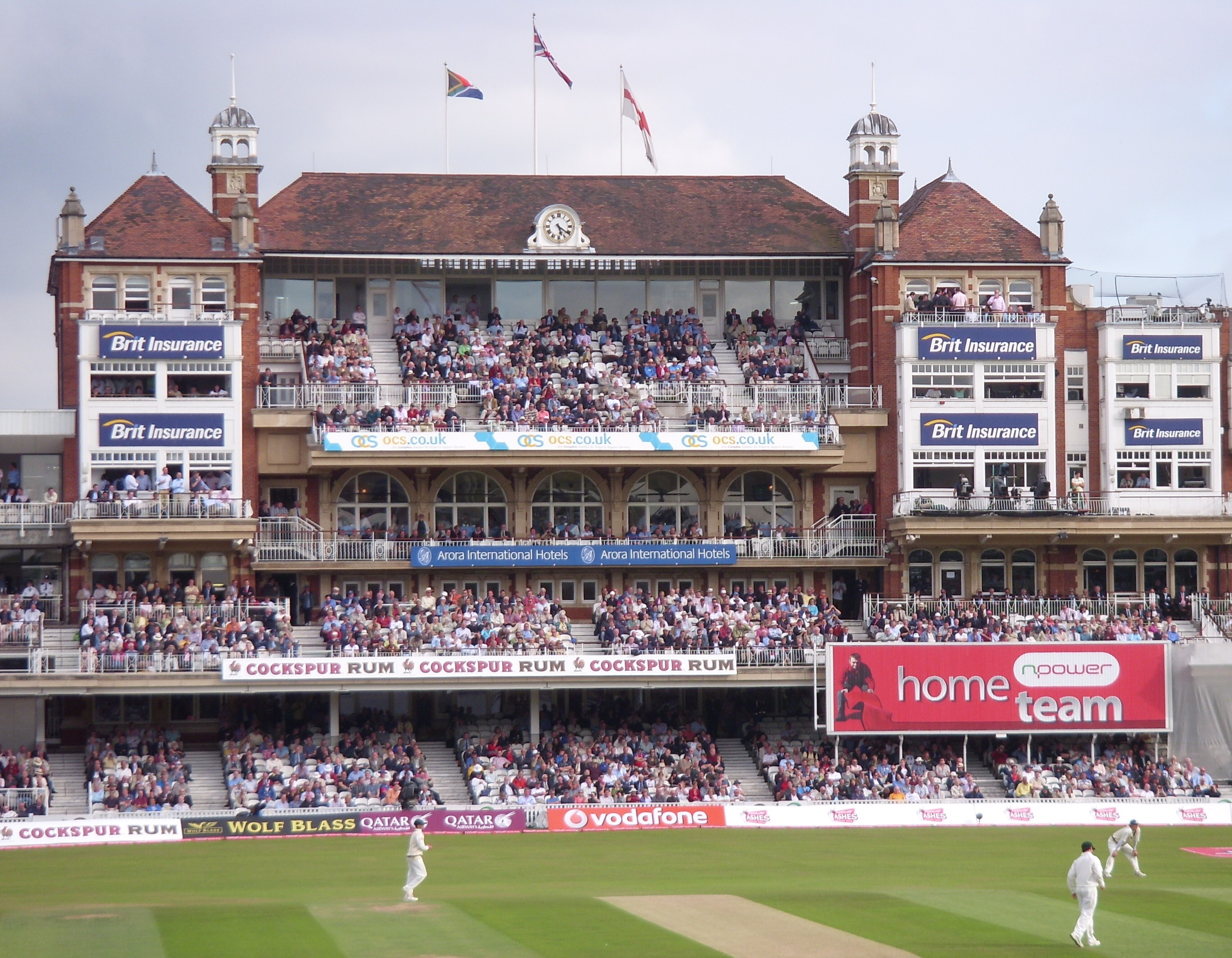
The Oval, le stade où D'Oliveira réussit une manche de 158 courses contre les Australiens.

Quelques jours avant le cinquième et dernier match des Ashes, fin août, Colin Cowdrey, capitaine de l'équipe d'Angleterre, dispute un match à The Oval, où va avoir lieu la rencontre. Il s'aperçoit que l'état du terrain favorise des lanceurs certes rapides, mais pas ceux qui le sont le plus. Il obtient des sélectionneurs que leur liste de joueurs pré-sélectionnés soit complétée par un joueur de ce style. Tom Cartwright et Barry Knight sont successivement contactés, mais doivent décliner pour cause de blessures, et c'est finalement D'Oliveira qui est inclus. Finalement, Roger Prideaux, un batteur spécialiste du poste d'ouvreur (opening batsman), se blesse aussi, la veille de la rencontre, et D'Oliveira fait finalement partie des onze joueurs alignés contre les Australiens, qui mènent toujours 1-0 dans la série après quatre matchs. Oosthuizen abandonne la partie : D'Oliveira n'en entend plus parler.
Au deuxième jour de jeu, alors qu'il n'a marqué que 31 courses jusqu'alors dans sa première manche, une balle qu'il tape arrive dans les mains de Barry Jarman, le gardien de guichet adverse, mais celui-ci l'échappe, manquant de l'éliminer. L'écrivain Jim Swanton décrit cette action comme « la balle échappée la plus fatale de toute l'histoire du cricket ». Son score est finalement de 158 courses. Le match s'achève le 27 août par une victoire anglaise. Les hôtes terminent ainsi la série sur le score de 1-1 et D'Oliveira réussit une manche qui le remet en selle alors que les sélectionneurs, le soir même, composent l'équipe qui doit effectuer la tournée en Afrique du Sud.

#### Non-sélection initiale
Le soir même de la fin du match de l'Angleterre contre l'Australie dans lequel Basil D'Oliveira marque 158 courses en une manche, le comité de sélection du Marylebone Cricket Club (MCC) se réunit pour désigner les joueurs qui vont participer à la tournée à venir en Afrique du Sud. En plus des quatre sélectionneurs, les président, secrétaire et trésorier du club Arthur Gilligan, Billy Griffith et Gubby Allen, ainsi que les capitaine et manager de l'équipe, Colin Cowdrey et Les Ames, en font partie. Ce même jour, le gouvernement de John Vorster, en Afrique du Sud, décide que si D'Oliveira est sélectionné, il fera annuler la tournée.
Lorsque la liste est annoncée le lendemain, D'Oliveira n'est pas parmi les joueurs désignés. La non-sélection de D'Oliveira génère de vive réactions dans la presse britannique. John Woodcock, du Times, considère que, d'un point de vue sportif, il ne mérite pas la sélection, n'ayant fait qu'une bonne manche à l'issue d'une saison difficile. Au contraire, Jim Swanton, pourtant proche du MCC, comme John Arlott, proche de D'Oliveira, affirment qu'il aurait dû faire partie de la tournée. Pour d'autres éditorialistes et commentateurs, le MCC n'a pas fait appel à lui pour s'assurer que la tournée soit maintenue, et éviter de rompre les contacts avec l'Afrique du Sud. Dans les semaines qui suivent, le club reçoit un millier de lettres de protestation. Le Mouvement anti-apartheid (AAM) demande l'intervention du premier-ministre britannique. Certains députés du Parti travailliste demandent une enquête du gouvernement. Plusieurs membres du MCC se désinscrivent du club.
Le MCC fournit plusieurs explications à la non-sélection de D'Oliveira. D'une part, il ne s'est pas montré efficace lors de la seule tournée à laquelle il a participé jusqu'alors, et y a rencontré des problèmes disciplinaires. Sa saison avec le Worcestershire a été mauvaise. De surcroit, il n'a été considéré que comme un batteur, et pas pour ses qualités de lanceur, et d'autres batteurs ont été pris à sa place. Les sélectionneurs ont décidé au préalable de n'inclure que sept spécialistes de ce rôle.

#### Rappel et conséquences
Non sélectionné pour la tournée à venir en Afrique du Sud, D'Oliveira est engagé par le journal News of the World pour couvrir l'événement. Mais pour John Vorster, le premier ministre sud-africain, ce n'est pas acceptable.
Parmi les joueurs sélectionnés le 28 août 1968 pour partir en Afrique du Sud figure Tom Cartwright, du Warwickshire County Cricket Club. Plutôt spécialisé dans le lancer, contrairement à D'Oliveira qui est meilleur à la batte qu'au lancer, c'est lui qui a été choisi en tant qu'all-rounder. Mais Cartwright est blessé de longue date. Dans les semaines qui précèdent l'annonce de la liste, il n'a pu disputer qu'une rencontre. Le 14 septembre, Cartwright décide qu'il ne peut pas partir.
Le 17 septembre, le Marylebone Cricket Club (MCC) annonce qu'aucun joueur avec les qualités spécifiques de Cartwright n'a été trouvé, et que la composition de l'équipe, en termes de rôles, doit être modifiée. D'Oliveira, d'abord considéré uniquement comme un batteur, est inclus à la place d'un joueur plutôt lanceur. Le lendemain, Vorster déclare publiquement qu'à ses yeux, l'équipe qui va venir n'est plus celle du MCC, mais celle du mouvement anti-apartheid, et annonce qu'il ne l'acceptera pas sur son territoire. Les responsables de la South African Cricket Association (SACA) se rendent d'urgence à Londres pour s'assurer que les relations avec les autorités du cricket anglais ne sont pas altérées. Le 24 septembre, le MCC annonce que, puisque son équipe telle qu'elle est désormais constituée n'est pas acceptée par le gouvernement sud-africain, la tournée est annulée.
L'« Affaire D'Oliveira » voit divers éléments rendus publics dans les mois qui suivent. Autre conséquence, en 1970, alors que l'équipe d'Afrique du Sud se prépare à effectuer une tournée en Angleterre, celle-ci est elle aussi annulée. Des manifestations anti-apartheid virulentes prévues pour perturber le séjour des sud-africains ont raison de l'organisation. L'Affaire D'Oliveira est l'un des catalyseurs de ces réactions.

### Retraite et dernières années
En 2003, la Coupe du monde de cricket est organisée en Afrique du Sud. Basil D'Oliveira est alors invité par la fédération sud-africaine, le United Cricket Board of South Africa (UCBSA), à se rendre dans son pays d'origine. Lors de la cérémonie d'ouverture, des sportifs de toutes disciplines sont mis à l'honneur. Basil D'Oliveira en fait partie, comme, par exemple Graeme Pollock, ancien joueur de l'équipe d'Afrique du Sud. Durant les dernières années de sa vie, il est atteint de la maladie de Parkinson. Il meurt le 19 novembre 2011 en Angleterre.

### Famille
Lorsque Basil D'Oliveira quitte l'Afrique du Sud pour disputer sa première saison en Central Lancashire League, sa femme Naomi est enceinte de plusieurs mois. Damian D'Oliveira naît le 19 octobre 1960 à Signal Hill. Il imite son père en étant joueur de cricket, lui aussi au sein du Worcestershire County Cricket Club, entre 1982 et 1995. Le couple a un autre fils, Shaun, né quelques années après Damian. Après sa carrière professionnelle, Damian D'Oliveira occupe divers postes d'entraîneur au sein du Worcestershire et ses fils Dominic, Marcus et Brett intègrent tous les trois les équipes de jeunes du club. Brett signe son premier contrat avec le Worcestershire en 2011.
Ivan D'Oliveira, frère de Basil né en 1941, évolue comme son ainé dans les ligues où participent les joueurs de couleur, en Afrique du Sud. Comme lui, il rejoint le club de Kidderminster, en Birmingham and District League, et dispute un unique match avec le Leicestershire County Cricket Club.

## Bilan sportif

### Principales équipes
| Internationales                         | Internationales       | Internationales |
| Équipe                                  | Test                  | ODI             |
| --------------------------------------- | --------------------- | --------------- |
| Angleterre                              | 1966 - 1972           | 1971 - 1972     |
| Autres équipes                          |                       |                 |
| Équipe                                  | First-class           | List A          |
| Worcestershire (Angleterre)             | 1964 - 1980           | 1965 - 1979     |
| Eastern Province (SACB, Afrique du Sud) | 1972-1973 / 1973-1974 |                 |

### Statistiques
Basil D'Oliveira a joué deux saisons avec l'Eastern Province dans les compétitions organisées par le South African Cricket Board. Ces matchs, d'une durée de trois jours, n'ont été que rétrospectivement considérés comme « first-class », pour tenir compte de la mise à l'écart des joueurs de couleur des compétitions organisées par la South African Cricket Association.
| Statistiques internationales                            |        |        |
|                                                         | Tests  | ODI    |
| Matchs joués                                            | 44     | 4      |
| Courses marquées                                        | 2 484  | 30     |
| Moyenne à la batte                                      | 40,06  | 10,00  |
| 50/100                                                  | 15/5   | 0/0    |
| Meilleur score                                          | 158    | 17     |
| Guichets pris                                           | 47     | 3      |
| Moyenne au lancer                                       | 39,55  | 44,66  |
| 5 g. en une manche                                      | 0      | 0      |
| 10 g. en un match                                       | 0      | 0      |
| Meilleure perf. lancer                                  | 3/46   | 1/19   |
| Catches/Stumpings                                       | 29/0   | 1/0    |
| Statistiques générales                                  |        |        |
|                                                         | FC     | List A |
| Matchs joués                                            | 367    | 187    |
| Courses marquées                                        | 19 490 | 3 770  |
| Moyenne à la batte                                      | 40,26  | 24,96  |
| 50/100                                                  | 101/45 | 19/2   |
| Meilleur score                                          | 227    | 102    |
| Guichets pris                                           | 551    | 190    |
| Moyenne au lancer                                       | 27,45  | 23,56  |
| 5 g. en une manche                                      | 17     | 1      |
| 10 g. en une manche                                     | 2      | 0      |
| Meilleure perf. lancer                                  | 6/29   | 5/26   |
| Catches/Stumpings                                       | 215/0  | 44/0   |
| Mise à jour de la boîte : 27 avril 2010 Actualiser aide |        |        |

## Honneurs
- Un des cinq Wisden Cricketers of the Year de l'année 1967[81].
- Trophée Walter Lawrence en 1967[81].
- Officier de l'Empire britannique (OBE) en 1969[71].
- Désigné en 2000 comme l'un des dix joueurs sud-africains du XXe siècle[82]. Trois des dix joueurs désignés à cette occasion par le United Cricket Board of South Africa n'ont jamais représenté l'Afrique du Sud à cause de leur couleur de peau : D'Oliveira, Frank Roro et Eric Petersen[83].
- Depuis 2004, le Trophée Basil D'Oliveira est le nom des séries de test-matchs entre l'Angleterre et l'Afrique du Sud[84].
- En 2004, le Worcestershire County Cricket Club nomme l'une des tribunes du stade de New Road « Basil D'Oliveira »[71].
- Commandeur de l'Empire britannique (CBE) en 2005[85].